# This Is Your Time
This Is Your Time è il quarto album in studio del gruppo musicale italo-statunitense Change, pubblicato nel 1983.

## Tracce
1. Got to Get Up – 6:02
2. This Is Your Time – 5:49
3. Angel – 4:31
4. Magical Night – 6:12
5. Stay 'N Fit – 5:30
6. Tell Me Why – 5:21
7. You'll Never Realize – 5:46
8. Don't Wait Another Night – 5:51

## Classifiche
| Classifiche (1983)        | Posizione massima |
| ------------------------- | ----------------- |
| Stati Uniti               | 161               |
| Stati Uniti (R&B/hip-hop) | 34                |